# Stevan Bena
Stevan Bena (in serbo Стеван Бeнa?; Pančevo, 23 agosto 1935 – Belgrado, 5 maggio 2012) è stato un calciatore e allenatore di calcio jugoslavo.

## Carriera

### Calciatore

#### Club
Bena si forma calcisticamente nel Dinamo Pančevo, con cui esordisce in prima squadra all'età di 17 anni, per poi passare nell'aprile 1957 al Vojvodina. 
Esordì in una partita contro il NK Zagabria, terminata con la sconfitta dei suoi e risultandone il peggiore: scoraggiato dall'amaro esordio pensò addirittura di ritornare alla Dinamo, cosa che però non avvenne.
Con il club di Novi Sad ottiene due secondi posti nel massimo campionato jugoslavo, nelle stagioni 1956-1957 e 1961-1962
In ambito internazionale con il suo club partecipa alla Coppa Mitropa 1957, persa contro gli ungheresi del Vasas, alla Coppa del Danubio del 1958 (chiusa ai quarti di finale), alla Coppa Mitropa 1959 (chiusa alle semifinali) ed a due edizioni della Coppa delle Fiere.
Nella stagione 1964-1965 si trasferisce in Germania per giocare nel Monaco 1860, con cui ottiene il quarto posto finale, oltre che raggiungere la finale della Coppa delle Coppe 1964-1965, giocata da titolare ma persa contro gli inglesi del West Ham Utd.
Nel 1965 passa all'Hannover 96, con cui gioca altre due stagioni nel massimo campionato tedesco, divenendone anche il capitano.
Nel 1968 si trasferisce negli Stati Uniti d'America per giocare negli Oakland Clippers, con cui ottiene il secondo posto nella Pacific Division della North American Soccer League 1968, non accedendo alla fase finale del torneo.
Dopo un breve passaggio ai San Francisco Buccaneers, nel 1970 viene ingaggiato dai Dallas Tornado, con cui ottiene il terzo posto della Southern Division nella North American Soccer League 1970, non accedendo così alla fase finale del torneo.

#### Nazionale
Bena ha giocato 7 incontri con la nazionale jugoslava tra il 1959 ed il 1961.

### Allenatore
Ha iniziato ad allenare alla Dinamo Pančevo. Dal 1985 al 1987 è alla guida dello Zemun, con cui retrocede in terza serie al termine della Druga Liga 1985-1986.
Ha esperienze come allenatore in Malaysia al Selangor, e Arabia Saudita. Termina la sua carriera di allenatore nel 1995.

## Statistiche

### Cronologia presenze e reti in Nazionale
| Cronologia completa delle presenze e delle reti in nazionale ― Jugoslavia | Cronologia completa delle presenze e delle reti in nazionale ― Jugoslavia | Cronologia completa delle presenze e delle reti in nazionale ― Jugoslavia | Cronologia completa delle presenze e delle reti in nazionale ― Jugoslavia | Cronologia completa delle presenze e delle reti in nazionale ― Jugoslavia | Cronologia completa delle presenze e delle reti in nazionale ― Jugoslavia | Cronologia completa delle presenze e delle reti in nazionale ― Jugoslavia | Cronologia completa delle presenze e delle reti in nazionale ― Jugoslavia |
| Data                                                                      | Città                                                                     | In casa                                                                   | Risultato                                                                 | Ospiti                                                                    | Competizione                                                              | Reti                                                                      | Note                                                                      |
| ------------------------------------------------------------------------- | ------------------------------------------------------------------------- | ------------------------------------------------------------------------- | ------------------------------------------------------------------------- | ------------------------------------------------------------------------- | ------------------------------------------------------------------------- | ------------------------------------------------------------------------- | ------------------------------------------------------------------------- |
| 11-10-1959                                                                | Belgrado                                                                  | Jugoslavia                                                                | 2 – 1                                                                     | Ungheria                                                                  | Amichevole                                                                | -                                                                         |                                                                           |
| 21-10-1959                                                                | Ramat Gan                                                                 | Israele                                                                   | 2 – 2                                                                     | Jugoslavia                                                                | Qual. Olimpiadi 1960                                                      | -                                                                         |                                                                           |
| 25-10-1959                                                                | Sofia                                                                     | Bulgaria                                                                  | 1 – 1                                                                     | Jugoslavia                                                                | Qual. Euro 1960                                                           | -                                                                         |                                                                           |
| 15-11-1959                                                                | Belgrado                                                                  | Jugoslavia                                                                | 4 – 0                                                                     | Grecia                                                                    | Qual. Olimpiadi 1960                                                      | -                                                                         |                                                                           |
| 28-11-1961                                                                | Tokyo                                                                     | Giappone                                                                  | 0 – 1                                                                     | Jugoslavia                                                                | Amichevole                                                                | -                                                                         | 46’                                                                       |
| 7-12-1961                                                                 | Giacarta                                                                  | Indonesia                                                                 | 1 – 5                                                                     | Jugoslavia                                                                | Amichevole                                                                | -                                                                         |                                                                           |
| 14-12-1961                                                                | Ramat Gan                                                                 | Israele                                                                   | 0 – 2                                                                     | Jugoslavia                                                                | Amichevole                                                                | -                                                                         |                                                                           |
| Totale                                                                    |                                                                           | Presenze                                                                  | 7                                                                         |                                                                           | Reti                                                                      | 0                                                                         |                                                                           |